# サン＝ポル＝ルー
サン＝ポル＝ルー（Saint-Pol-Roux、1861年1月15日 - 1940年10月18日）は、フランス・プロヴァンス詩人、象徴主義の詩人・劇作家。イデオレアリスムに基づく詩論・演劇論を提唱。シュルレアリスムの先駆者と称され、ブルトン、アラゴン、エリュアールらがオマージュを捧げた。ナチス・ドイツから暴行を受け、未発表原稿の大半を焼却され、失意のうちに死去。忘れられた作家であったが、2010年頃から再評価され始めた。代表作に、彼が愛したブルターニュの地に因む全3巻の散文詩集『聖体行列の仮祭壇』、戯曲の大作『鎌をもつ貴婦人』などがある。

## 背景
サン＝ポル＝ルーは、瓦製造所を営むアレクシス・ルーと家政婦マリー・ユフロジーヌ・リュートーの第二子ピエール＝ポール・ルーとしてマルセイユの近郊サン＝タンリ（現マルセイユ16区のサン＝タンリ街）に生まれた。兄ジョゼフ＝マリー（1859年生）、弟ヴァンサン＝ジョゼフ＝マリー（1862年生）、アントワーヌ＝ヴィクトル（1865年生）、ジョゼフ＝フェルナン（1867年生）の5人兄弟である。1869年6月に父方の祖父ジョゼフ・ルーが75歳で死去した。サン＝ポル＝ルーは後に詩「祖父」（『聖体行列の仮祭壇』第2巻所収）に「尋常ならざる人物」、「祖父は読むことも書くこともほとんど出来なかったが、聖書の予言者や叙事詩に出てくる白髪の英雄たちのように、イマージュで自己表現をした」人物であり、子どもの頃のサン＝ポル＝ルーには「超自然的な存在に見えた」と書いており、土地の人々に敬愛された祖父はプロヴァンス詩人サン＝ポル＝ルーに大きな影響を及ぼしたとされる。
1872年、兄ジョゼフ＝マリーとともに、リヨンのフルヴィエールの丘にあるカトリックの寄宿学校アンスティチュ・ノートル＝ダム・デ・ミニムに入り、通常の学科のほか、ヴァイオリン、素描、英語を学んだ。詩、演劇などで早熟な才能を示し、1976年にサン＝タンリにカトリック労働者団体が「フヌイユ（茴香）会館」という劇場を含む施設を設立したときに、ここで、当時15歳のピエール＝ポール・ルーの処女作『巡礼者ラファエロ』が上演され（1879年刊行）、1880年にはリヨンで若手俳優により上演された（1880年刊行）。サン＝ポル＝ルーはまた、地元の劇作家による作品に俳優として出演したこともある。
リヨン文科大学の文学教授ブノワ・ボーロン神父に師事して修辞学を学んだ。一時期、学業を中断したが、理由は、あまりに優れた文章を書いたために教師から剽窃ではないかと疑われたからであったという。後にサン＝ポル＝ルーは「誓って、間違いなく私の文章であり」、これは「批評」というものとの最初の出会いであったと述懐している。

## 初期の執筆活動
1881年にバカロレアを取得した後、チュニジアで1年間の兵役を務めた。1882年10月に法律の勉強のためにパリに出た。散文詩「怪物と小悪魔」（『聖体行列の仮祭壇』第2巻「道の薔薇と棘」所収）では、故郷サン＝タンリを去る日のことが、「傲慢の鶏冠」をつけて「広大な運命の渦巻く坩堝、パリへ」と表現されている。パリでは、当時ジャーナリストとして活躍していた小説家・劇作家アンリ・ラヴダンが明け渡したパリ5区モンジュ広場のアパートに入った。早くも翌11月のプロヴァンス・クラブの結成式でパリ国立オペラの歌手マリー・アマンがサン＝ポル＝ルーの散文詩「ママン!」を朗読し、好評を博した。この作品は翌年、ポール・オランドルフが設立したばかりの出版社から刊行された。

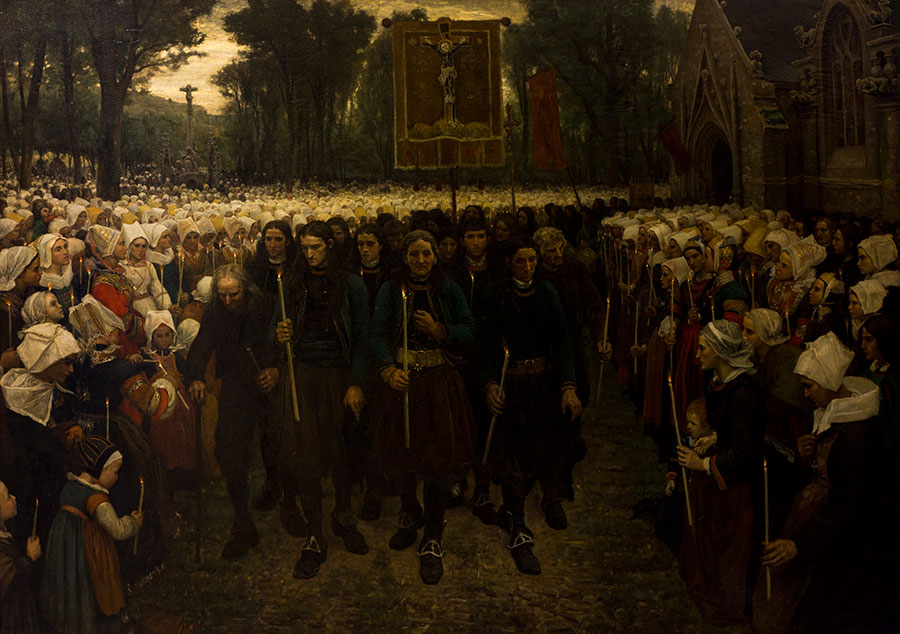
ジュール・ブルトン作《ブルターニュのパルドン祭の聖体行列》（1869年）

1883年に初めてブルターニュ地方を訪れ、ヴァンヌに滞在した。このときの経験から後に戯曲『農家』を制作することになるが、サン＝ポル＝ルーはこの後もたびたびブルターニュ地方に滞在し、ブルターニュを題材とする詩を多く発表している（代表作『聖体行列の仮祭壇』もブルターニュの伝統的な行事パルドン祭に因むものであり、1898年にはパリを去ってブルターニュのロスカンヴェルに定住し、その風土に深く根を下ろすことになる）。ヴァンヌからロンドンに向かった。『聖体行列の仮祭壇』第3巻「内なる妖精郷」所収の「ハイド・パーク」はこのときに書かれた詩である。同年にオーギュスト・ギオ出版社から刊行されたヴィクトル・ユーゴーに捧げる詩劇『詩人!』は、マルセイユの週刊紙の書評で「『ママン!』の作者の魅力が至るところに散見される」と評され、バラード『公爵夫人の夢』はコメディー・フランセーズの女優ブランシュ・バレッタにその優雅さを称えられた。また、劇作家・俳優のフェリックス・ガリポーに捧げられた『奇妙な死』は最初の独演劇である。

## 象徴主義

### 散文詩
翌1884年にモンジュ広場のアパートを出て、モンマルトルの丘のふもと（パリ9区）に越した。サン＝タンリのシャイヤン神父に捧げる「ゴルゴタの丘」（『古きもの』所収）を執筆。象徴主義の詩人オーギュスト・ヴィリエ・ド・リラダンから高い評価を得た「ゴルゴタの丘」は、初期の重要な詩作品であると同時に、サン＝ポル＝ルーの演劇観を知る上でも重要である。ゴルゴタの丘で十字架にかけられるキリストの周囲に民衆が集まって「宇宙的悲劇」である受難を目撃するという、この求心力のある同心円構造は、サン＝ポル＝ルーの多くの作品に共通する基本構造である。
サン＝ポル＝ルーが象徴主義的な散文詩を書き始めたのはヴィリエ・ド・リラダンの影響であり、詩「ラザロ」をヴィリエ・ド・リラダンに捧げているが、サン＝ポル＝ルーに「イル＝エ＝ヴィレーヌの歌」を捧げた法科大学の同窓生ジャン・アジャルベールもまた、象徴主義の批評家・作家であった。サン＝ポル＝ルーはこの頃、ステファヌ・マラルメが英語教師をしていたリセ・フォンタヌ（1883年にリセ・コンドルセに改名）の学生で後に象徴主義の作家として知られることになるエフライム・ミカエル、ピエール・キヤール、ルネ・ギル、スチュアート・メリル（アメリカ合衆国出身）、ロドルフ・ダルザン、アンドレ・フォンテナらの「フォンタヌ・グループ」と交友を深め、1886年にミカエル、キヤール、ダルザンらとともに文学雑誌『プレイヤード（昴）』を創刊した。この雑誌は第7号をもって年内に終刊となったが、創刊号の序文はマラルメと並ぶ高踏派詩人テオドール・ド・バンヴィルが執筆し、後のノーベル文学賞受賞作家メーテルリンクの処女作『幼児虐殺』が掲載されるなど、文学史上、一定の評価を得た雑誌であり、メーテルリンクとともにベルギーから渡仏した作家グレゴワール・ル・ロワ、神秘主義の詩人ヴィクトール＝エミール・ミシュレ、後の歴史学者カミーユ・ブロックらも寄稿した。サン＝ポル＝ルーは「パン（牧神）」、「イタキ宮殿 ― 乞食の姿に戻ったオデュッセウス」、「飛び散る牧歌」、「束の間の超人性」、「美との出会い」、ジャン・リシュパンに捧げる「贖罪の山羊」、アナトール・フランスに捧げる「知恵」など8篇の詩を寄せている。

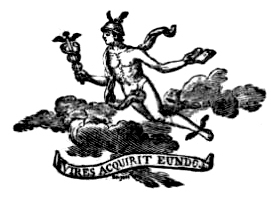
1812年のメルキュール・ド・フランスのロゴ（現在のものとは異なる）

1890年から『メルキュール・ド・フランス』誌に寄稿し始めた。1670年代に『メルキュール・ガラン』として創刊されたこの雑誌は、1825年にいったん廃刊となったが、1890年1月1日に、アルフレッド・ヴァレットとデカダン派の女性作家ラシルドが、サン＝ポル＝ルーらの象徴主義の詩人を中心とするパリ6区のカフェ「ラ・メール・クラリス」の常連作家ジャン・モレアス、エルネスト・レイノー、ジュール・ルナール、レミ・ド・グールモン、ルイ・デュミュール、アルフレッド・ジャリ、アルベール・サマン、アルベール・オーリエ、ジュリアン・ルクレルクとともに象徴主義の雑誌（月刊誌）として再刊し、メルキュール・ド・フランス出版社が創設された。創刊号にはピエール・キヤールに捧げるサン＝ポル＝ルーの韻文詩「赤い魚」が掲載された。以後、「アンジェリックの歌」、「狩猟」、ジョリス＝カルル・ユイスマンスに捧げる「夜想曲」、「盗まれた葡萄」、「幻想の白鳥」、「灰色の時」、「愛の弔いの歌」、（「蜜蜂の分蜂群のような髪をしたルルに捧げる」とし、後にサラ・ベルナールに捧げられた）「サンタンヌの巡礼者」など、後にパリを去ってブルターニュ地方に住むようになってからも1917年頃まで『メルキュール・ド・フランス』誌に継続的に詩を発表した。また、全3巻の散文詩集『聖体行列の仮祭壇』（1893年および1901年から1907年に刊行された増補改訂版）、戯曲『鎌をもつ貴婦人』（1899年）などサン＝ポル＝ルーの代表作を含む生前の作品の多くがメルキュール・ド・フランス出版社から刊行された。なお、サン＝ポル＝ルーは忘れられた作家であったために没後に多くの作品が刊行されたが、そのほとんどがルネ・ルージュリーが1948年に当時ほとんど知られていなかったヴィクトル・セガレン、マックス・ジャコブ、ピエール・ルヴェルディ、ロジェ＝ジルベール・ルコント、ジョー・ブスケらの作家を紹介するために創設したルージュリー出版社から刊行されている（「著書」参照）。

### 演劇
1887年12月には3幕の喜歌劇『サバルカザンまたは魔法使いの懲罰』が故郷サン＝タンリで上演された。作曲はヴァンサン・フォス、演出と主演はサン＝ポル＝ルーの兄ジョゼフ・ルーであった。10回の連続公演を行い、成功を収めたが、サン＝ポル＝ルーが執筆した台本が公開されたのはサン＝ポル＝ルー友の会の2015年10月付紀要においてである。この歌劇の上演後、サン＝ポル＝ルーは多くの戯曲を発表した。とりわけ、大作『鎌をもつ貴婦人』を書き始めたのは1890年のことであり、完成まで9年の歳月を要している。これは、1895年からベルギーに移住して書き上げた作品だが、上演には至らなかった。『鎌をもつ貴婦人』刊行の翌1900年には、作曲家のギュスターヴ・シャルパンティエが草稿を書き、サン＝ポル＝ルーがこれを大幅に改編して書き上げた『ルイーズ』がオペラ＝コミック座で上演され、大成功を収めた。ただし、サン＝ポル＝ルーによる台本執筆の経緯が明らかにされたのは、彼の没後に出版されたテオフィル・ブリアンの著書によってである。著作権争いもあったが、サン＝ポル＝ルーとシャルパンティエの友情に影響することはなかったとされる。

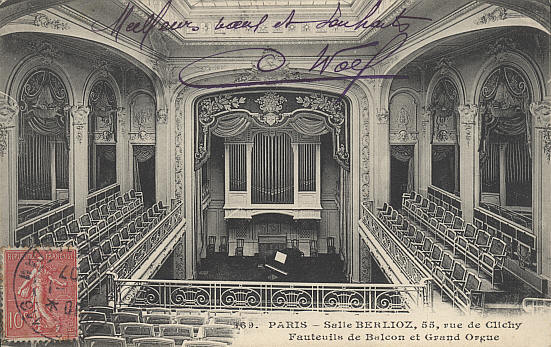
制作座（サル・ベルリオーズ、1907年）

パリを離れる前の1893年から94年にかけては多作な時期であり、『聖体行列の仮祭壇』をメルキュール・ド・フランス社から出版するほか、『白い修道院長の黒い魂』、『人生の時期のエピローグ』、『個人からなる登場人物たち』などの戯曲を発表している。サン＝ポル＝ルーが演劇活動に精力的に取り組むようになるのは1891年以降のことである。契機となったのは、アンドレ・アントワーヌがエミール・ゾラなどの自然主義演劇を上演するために1887年に創設した自由劇場に対抗して、詩人ポール・フォールが1890年に18歳で芸術座を立ち上げ、ヴェルレーヌ、ジュール・ラフォルグ、レミ・ド・グールモン、メーテルリンクらの象徴主義演劇のほか、イプセン、ストリンドベリなど外国の劇作家の作品を積極的に紹介したことである。芸術座は1893年にリュニエ＝ポーの制作座に受け継がれ、初公演でメーテルリンクの『ペレアスとメリザンド』を初演するほか、1895年にオスカー・ワイルドの『サロメ』、翌年にジャリの『ユビュ王』などを初演した。
1893年に書かれたサン＝ポル＝ルーの戯曲は制作座での上演が検討されたが、これも上演に至らなかった。1894年には戯曲『個人からなる登場人物たち』を発表した。これはダニエル・ハーコランドという筆名で刊行され、「1858年生まれのアメリカのモノドラマ作家」という紹介があるうえに、表紙には「アーサー＝トーマス・シェフィールドにより英語から翻訳」と書かれている。ダニエル・ハーコランドもアーサー＝トーマス・シェフィールドも架空の人物であり、サン＝ポル＝ルー自身がこれを書いたことを認めたのは18年後のことであり、彼の戯曲はダニエル・ハーコランドの剽窃の疑いがあると書き立てられたからであった。彼はダニエル・ハーコランドとは「紛れもなく自分のことである」としたうえで、当時は外国の芸術作品ばかりがもてはやされ、フランスの作家は軽視されていたからであると説明した。なお、この後1914年に『個人からなる登場人物たち』と『白い修道院長の黒い魂』がイデアリスト座によって上演されたが、個人宅のサロンでの上演という小規模なものであった。

## イデオレアリスム - 詩論・演劇論
戯曲『個人からなる登場人物たち』（中筋朋訳）または『個人の中の多数の人物たち』（内田洋訳）は、サン＝ポル＝ルーの詩論・演劇論を知る上で重要な作品である。この作品は、「喜びの時」である「生の右側」から来た若者と「苦しみの時」である「実存の左側」から来た老人が自らの運命に絶望し、互いに相手の運命を羨み、入れ替わりを望むが、いざ女神たちによって入れ替わりが完了すると、また同じ絶望に陥り、共に急流に身を投げるという筋書きである。これはサン＝ポル＝ルーのモノドラマ論に基づくものである。彼のモノドラマは一般的な意味でのモノローグ（独演劇）と異なり、人間の内的自我の諸相を複数の俳優が演じることで、主観的な存在としての人間が客観化され、観客との結合が生まれるとするニコライ・エヴレイノフのモノドラマ論に近いが、サン＝ポル＝ルーの場合は、「変幻自在の神プロテウス」、「プリズム」を通して見る世界、「切子面に映るイマージュ」の総体として「個人の中の全人間性」を「実現（レアリゼ）」することが重要になる。

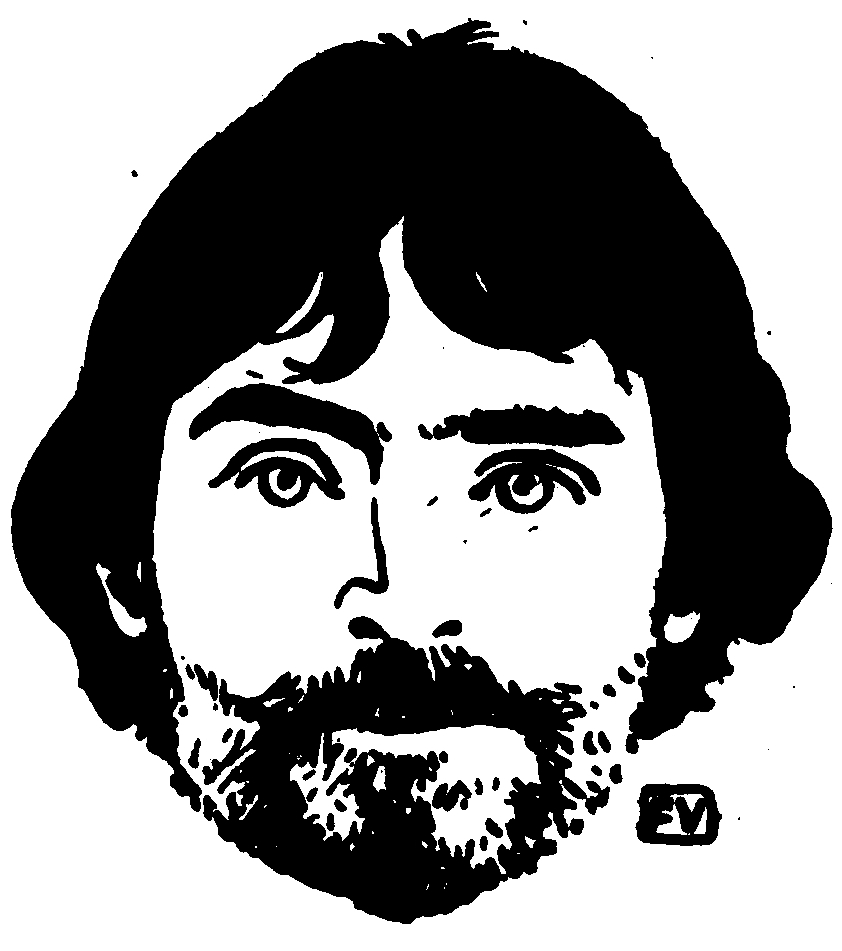
フェリックス・ヴァロットンによるサン＝ポル＝ルー（レミ・ド・グールモン著『仮面の書』第2巻（1898年）に掲載）

さらに、このような彼の演劇論は、彼が提唱したイデオレアリスムに基づいている。詩人アンドレ・ロラン・ド・ルネヴィルは、プラトンの観念論（イデア論）、ヘーゲルの観念論、ジョゼファン・ペラダンの薔薇十字団の教義などとの関連、および詩論としては、ドイツ・ロマン主義の詩人ノヴァーリス、フランス・ロマン主義詩人ジェラール・ド・ネルヴァル、アメリカ・ゴシック小説のエドガー・アラン・ポーとの語彙上の類似を指摘する。サン＝ポル＝ルーのイデーとは「破壊された原初の美」であり、美は「神の姿（フォルム）」である。したがって、「美の探究が神の探究につながり、美を示すことは神を示すことであり」、詩人の役割はこの「神を実現（レアリゼ）すること」であり、神の創造に対する「第二の創造」である。サン＝ポル＝ルーのイデオレアリスムとはこの意味での原初的な美・神の全体像の実現・実在化であり、先の演劇論に即して言うなら、切子面に映るイマージュとしての人間の内的自我の諸相の「統合（サンテーズ）の統合」、「人間のシンフォニー」である。こうした点から、また、詩におけるディオニュソス的隠喩から、サン＝ポル＝ルーはニーチェの『ツァラトゥストラ』の影響により生命主義的傾向を深めたという指摘もある。
サン＝ポル＝ルーはこうしたイデオレアリスムをイデオプラスティシー（観念の形象化）、五感の理論（五感のすべてを表現し、すべてに訴える詩・演劇）、「言葉の管弦楽編成」、マニフィシスム（壮麗主義）といった概念によって説明する。マニフィック（壮麗な、見事な）という言葉はもともとサン＝ポル＝ルーの口癖であったが、このために友人たちから「壮麗者サン＝ポル＝ルー」または単に「壮麗者」と呼ばれるようになり、これを彼自身が「イデオレアリスムを敢然と実践する詩人」の意味で用い、マニフィシスムはイデオレアリスムとほぼ同義に解されている。また、実現・実在化される前のイデーは「絶えず流動する夢の水」などに見られる「水」として、実現・実在化されたものは「氷」としてしばしば表現される。氷は解けて水になる。サン＝ポル＝ルーのイデオレアリスムは観念・物質、霊肉の二元論ではなく、「生成」であり「愛のめくるめき」であり、「ある絶対的な光、無知あるいは無意識から少しずつ発して、ついには徐々に自らを確認するに至る光」である。

## シュルレアリスムの先駆者
サン＝ポル＝ルーの詩論および詩は、シュルリアリストによって再評価され、ルイ・アラゴンは、1925年5月9日付『ヌーヴェル・リテレール』紙掲載の記事「宿命の発端」で、こうしたサン＝ポル＝ルーを「宿命の螺旋にとらわれている」と表現した。同号掲載のポール・エリュアールの記事「人間の完成」では、次のように評されている。
1925年5月9日付『ヌーヴェル・リテレール』では、サン＝ポル＝ルーを先駆者と仰ぐシュルレアリストらが彼にオマージュを捧げた。アラゴン、エリュアールのほか、ロジェ・ヴィトラックの「サン＝ポル＝ルーに捧げる祈り」、ロベール・デスノスの「メデューズ号の筏」、ミシェル・レリスの「本物サン＝ポル＝ルーへのオマージュ」、バンジャマン・ペレの「サン＝ポル＝ルーの肖像」、マックス・モリーズの「星に輝く頬の男」、そしてアンドレ・ブルトンの「イマージュの巨匠」が掲載された。ブルトンはサン＝ポル＝ルーを「いわゆる現代詩の唯一の正当な先駆者」と位置づけ、立体派、未来派、シュルレアリスムがすべて彼の影響を受けていると主張する。また、すでに発表したシュルレアリスム宣言においては、シュルレアリスムという言葉の代わりに、サン＝ポル＝ルーのイデオレアリスムという言葉を用いてもよかったとすら述べている。

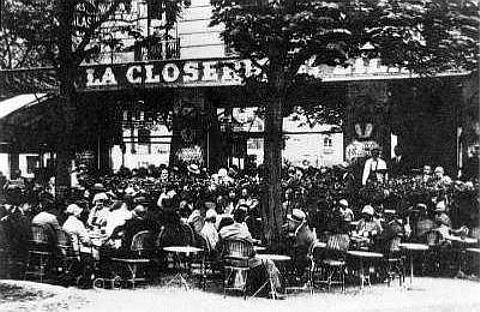
1909年頃のクロズリー・デ・リラ

1925年7月2日にシュルレアリストらが（特に20世紀前半にモンパルナスの芸術家・知識人が集まるカフェとして知られていた）クロズリー・デ・リラで詩人サン＝ポル＝ルーのための祝宴を行った。サン＝ポル＝ルーはすでに64歳であった。この席で、シュルレアリストらはポール・クローデルを告発する公開状を配布し、さらに、サン＝ポル＝ルーと同年代で夫アルフレッド・ヴァレットとともに『メルキュール・ド・フランス』を主宰していた作家ラシルドが、愛国心から「フランス人女性がドイツ人男性と結婚することは決してないだろう」と発言した。これに対して、ブルトンが憮然とした態度で、（出席者の一人であるドイツ人の）「マックス・エルンストに失礼だ」と抗議。「ドイツ万歳」と叫び声が上がり、ミシェル・レリスが「フランス打倒、アブド・エル・クリム万歳」と叫んで窓から飛び降りるなど、大混乱となった。サン＝ポル＝ルーは逃げ出し、後にこの事件を非難する「祝宴のアレゴリー」を書き、シュルレアリストらと決別した。祝宴に出席しなかったエリュアールに捧げたこの文章は未完である。

## ブルターニュ隠棲

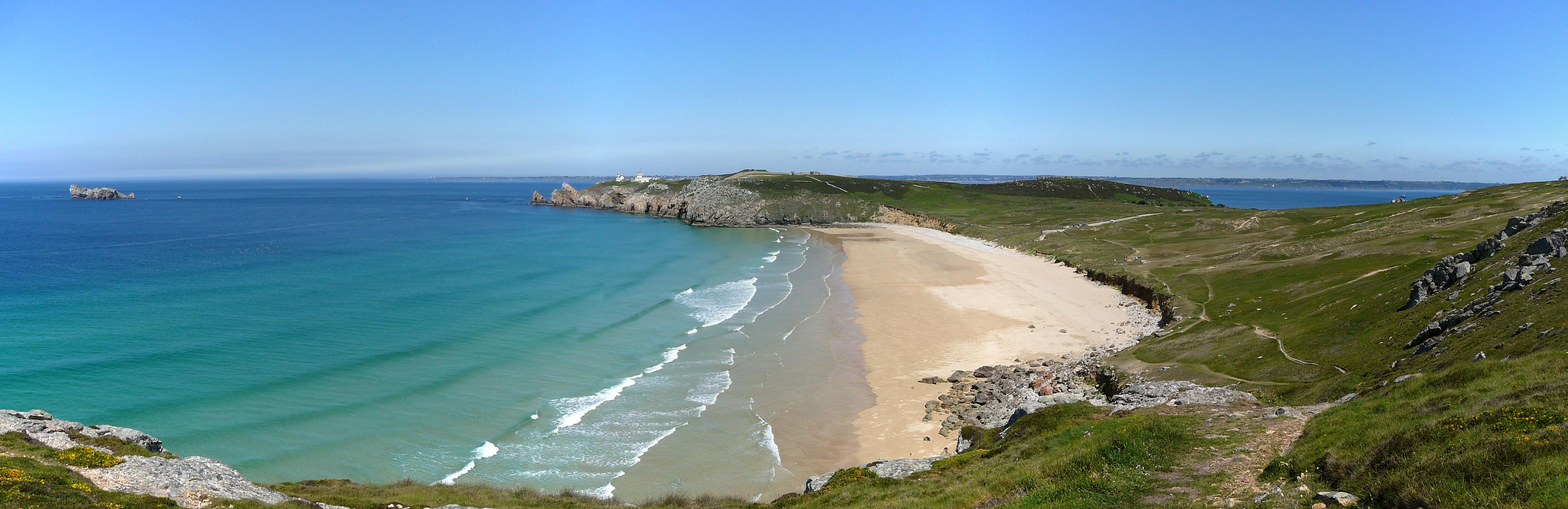
ペナドの浜（カマレ＝シュル＝メール）

1891年に裁縫師のアメリ＝アンリエット・ベロルジェに出会い、以後12年間はユニオン・リーブルの関係のまま四子をもうけた（アメリは1923年に死去）。ベルギーに移住したのは第一子クシリアンが生まれた翌年のことであり、これは雑誌出版などによる債務が重なったためとされる。いったんパリに戻ったが、まもなく、アパートを引き払い、1898年7月にブルターニュの最西端クロゾン半島のロスカンヴェル（フィニステール県）に藁葺き農家を購入して、1903年までこの地に暮らした。1898年には第四子で一人娘のディヴィーヌが生まれた。「ディヴィーヌの藁葺き農家」と名付けたこの家が手狭になり、ロスカンヴェルから南へ8キロほどのところにあるカマレ＝シュル＝メールに移り住み、ペナドの浜を見下ろす高台にある漁師の家を購入し、異国風の館に改装した。当初はブールトゥー邸と名付けられたが、長男クシリアンがヴォクワ（ムーズ県）の前線で戦死すると、クシリアン邸に改名した。サン＝ポル＝ルーはこの館に多くの作家や芸術家を迎え入れた。1923年9月にはブルトンが訪れ、エルンストとジャン・ムーランは常連であった。

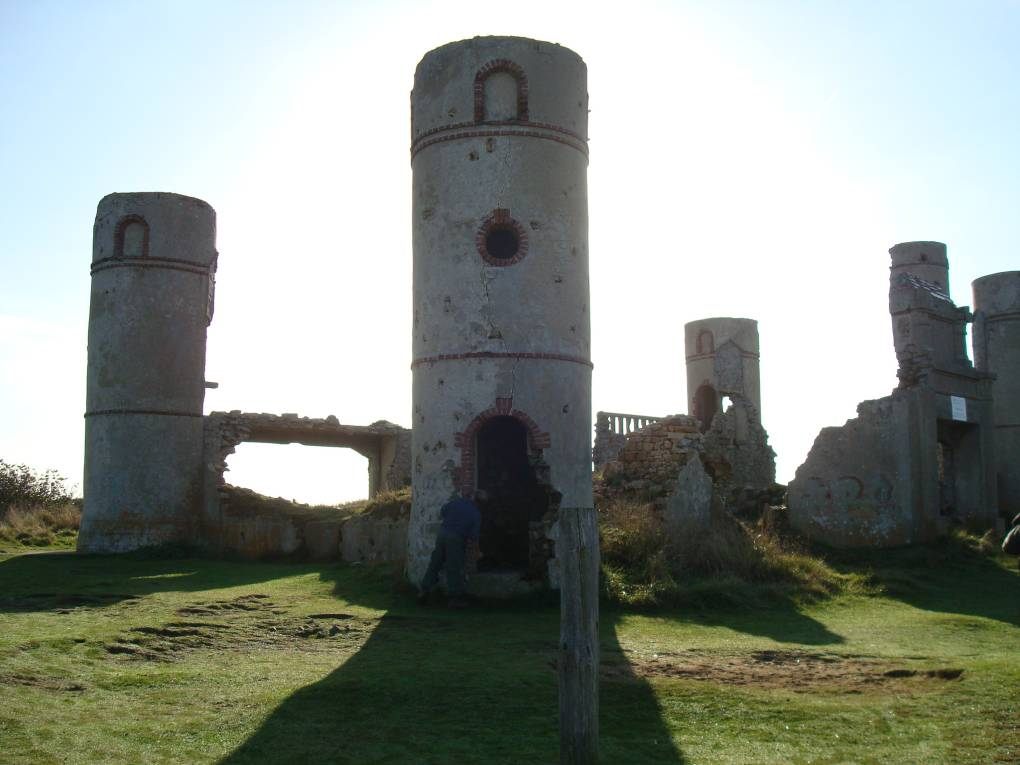
サン＝ポル＝ルーのクシリアン邸の廃墟

1940年6月23日の夜、ドイツ兵が館に忍び込み、サン＝ポル＝ルーを殴り倒した後、家政婦ローズを殺害し、娘ディヴィーヌに暴行を加えた。数日後に再びナチスが侵入し、家中を荒らし回り、未発表原稿の大部分を破り、焼き払った。これはサン＝ポル＝ルーが1933年に執筆した記事「キリストの嘆願」でナチス・ドイツの反ユダヤ主義を批判したことと関係があるのではないかと考えられている。この記事はユダヤ系ドイツ人のアルベルト・アインシュタインに捧げられたものであり、1933年はヒトラー内閣が成立し、アインシュタインが亡命した年である。サン＝ポル＝ルーは事件の4か月後の1940年10月18日に、失意のうちにブレストの病院で死去した。享年79歳。
ドイツ軍はクシリアン邸を没収・占領したため、1944年に連合軍によって空爆された。現在は塔の一部が残るのみで廃墟となっている。サン＝ポル＝ルー友の会は現在、クシリアン邸の再建のために署名活動を行っている。

## オマージュ
ナチス・ドイツ占領下で地下出版の深夜叢書を創刊したヴェルコールは、第1巻の自著『海の沈黙』を「殺害された詩人サン＝ポル＝ルー」に捧げた。エリュアールは、対独レジスタンスに参加して銃殺刑に処されたジャック・ドクール、ガルシア・ロルカ、そしてサン＝ポル＝ルーに捧げる「詩の批評 (II)」に「ガルシア・ロルカは殺された・・・サン・ポル・ルーは殺された、彼の娘は踏みにじられた・・・ドクールは殺された」と書いている。アラゴンは1945年に発表した『サン＝ポル＝ルーまたは希望』で1940年6月23日の夜の事件から彼の死までを描き、ブルトンはサン＝ポル＝ルーに長詩「ファタ・モルガーナ（蜃気楼）」を捧げた。マックス＝ポル・フーシェは、1942年に彼が創刊した『フォンテーヌ(泉)』で、「壮麗者（サン＝ポル＝ルー）の殺害」の特集を組み、トリスタン・ツァラは、『エトワール・ドュ・カルシ』誌の1945年2月号に「サン＝ポル＝ルー」と題する記事を掲載した。
サン＝ポル＝ルーは、すでにブルターニュに隠棲した頃から忘れられた作家であったが、2009年にレンヌ大学でシンポジウムが行われ、論集『サン＝ポル＝ルー ― 2つの世界の渡し守』が2011年に刊行された（所収論文はすべてオンラインで閲覧可能）。2013年には約1,000ページのモノグラフ『光の暗い象徴 ― サン＝ポル＝ルーの詩における神秘』が出版された。サン＝ポル＝ルー友の会は2017年から紀要を刊行し、公式ウェブサイトに多くの資料を掲載している。

## 著書
邦訳は『世界詩人全集（第4巻）』（河出書房、1954年）所収「フランス詩篇」の「サン・ポル・ルー」のみ。『ヴァレリー全集 補巻』(筑摩書房、1971年) に「『サン=ポル=ルーの墓』に寄せて」(松室三郎訳) 所収。
| 邦題（仮） | 原題 | 出版社・印刷所                                          | 年        | 解説 |
| --- | --- | ------------------------------------------------------- | --------- | --- |
| 《筆名サン＝ポール・ド・ルー》                                                                                   | |                                                         |           | |
| 巡礼者ラファエロ                                                                                                 | Raphaëlo le pèlerin | Imprimerie de H. Olivier et C. Devilliers, Paris        | 1879      | 戯曲 |
| 巡礼者ラファエロ                                                                                                 | Raphaëlo le pèlerin | Librairie Pinet (Marseille), Librairie Josserand (Lyon) | 1880      | 戯曲+プロローグ |
| 《筆名ポール・ルー》                                                                                             | |                                                         |           | |
| ママン! | Maman ! | Ollendorff                                              | 1883      | 韻文詩 |
| 新郎付添人! | Garçon d'honneur ! | Ollendorff                                              | 1883      | 韻文詩 |
| 詩人! | Le Poète ! | Auguste Ghio                                            | 1883      | 詩劇 |
| 奇妙な死 | Un drôle de mort | Auguste Ghio                                            | 1884      | 戯曲（寸劇） |
| 公爵夫人の夢 | Rêve de duchesse | Auguste Ghio                                            | 1884      | 物語詩 |
| 農家 | La Ferme | Auguste Ghio                                            | 1886      | 戯曲 |
| ラザロ | Lazare | Presses d’Alcan-Lévy                                    | 1886      | 韻文詩 |
| 《筆名サン＝ポール＝ルー》                                                                                       | |                                                         |           | |
| サバルカザンまたは魔法使いの懲罰                                                                                 | Sabalkazin ou la punition du sorcier                                                                                          |                                                         |           | 喜歌劇（2015年10月にサン＝ポル＝ルー友の会の紀要に初掲載）                                                                       |
| 贖罪の山羊 | Bouc émissaire | Imprimerie de la Vie Moderne                            | 1889      | |
| 《筆名サン＝ポル＝ルー》                                                                                         | |                                                         |           | |
| 白い修道院長の黒い魂                                                                                             | L'âme noire du prieur blanc                                                                                                   | Mercure de France                                       | 1893      | 戯曲 |
| 聖体行列の仮祭壇                                                                                                 | Les Reposoirs de la procession                                                                                                | Mercure de France                                       | 1893      | 散文詩集 |
| 人生の時期のエピローグ                                                                                           | L'Épilogue des saisons humaines                                                                                               | Mercure de France                                       | 1893      | 戯曲 |
| 《筆名ダニエル・ハーコランド》                                                                                   | |                                                         |           | |
| 個人からなる登場人物たち（個人の中の多数の人物たち）                                                             | Les personnages de l’individu, monodrame                                                                                      | L. Sauvaitre                                            | 1894      | モノドラマ、「アーサー＝トーマス・シェフィールド（架空の人物）により英語から翻訳」                                               |
| 《筆名サン＝ポル＝ルー》                                                                                         | |                                                         |           | |
| 鎌をもつ貴婦人                                                                                                   | La Dame à la faulx | Mercure de France                                       | 1899      | 戯曲 |
| 聖体行列の仮祭壇（第1巻）道の薔薇と棘                                                                            | Les Reposoirs de la procession I : La Rose et les épines du chemin                                                            | Mercure de France                                       | 1901      | 散文詩集 |
| 古きもの | Anciennetés | Mercure de France                                       | 1903      | 散文詩集 |
| 聖体行列の仮祭壇（第2巻）孔雀を通って鳩から鴉まで                                                                | Les Reposoirs de la procession II : De la colombe au corbeau par le paon                                                      | Mercure de France                                       | 1904      | 散文詩集 |
| 聖体行列の仮祭壇（第3巻）内なる妖精郷                                                                            | Les Reposoirs de la procession III : Les Féeries intérieures                                                                  | Mercure de France                                       | 1907      | 散文詩集 |
| カマレの最年長者ロザリー・ドルソ女史の弔辞                                                                       | Oraison funèbre de Madame Rosalie Dorso, doyenne de Camaret                                                                   | Imprimerie de A. Corcuff                                | 1909      | 小冊子 |
| 不死のフランス                                                                                                   | La France immortelle | Société anonyme de l’Union républicaine du Finistère    | 1914-1915 | サン＝ポル＝ルーが創刊した週刊新聞。ブレストで印刷。経営難のため廃刊。                                                           |
| アメリカ合衆国の兵士へのオマージュ                                                                               | “God bless you, my boys !” (homage to the warriors of the United States of America)                                           | Imprimerie de la “Dépêche de Brest”                     | 1919      | 詩＋英訳 |
| カマレ＝シュル＝メールの小教区教会のために                                                                       | Pour l’église paroissiale de Camaret-sur-mer                                                                                  |                                                         | 1926      | 小冊子 |
| ジャン・クラの墓                                                                                                 | Le tombeau de Jean Cras | Imprimerie de la “Dépêche de Brest”                     | 1932      | 小冊子 |
| 遠出 | La Randonnée |                                                         | 1932      | 雑誌掲載記事 |
| 羊飼いの死 | La Mort du berger | André Broulet                                           | 1938      | 詩 |
| キリストの嘆願                                                                                                   | La supplique du Christ | René Debresse                                           | 1939      | アルベルト・アインシュタインに捧げる記事                                                                                         |
| タイの船頭からカマレの客への呼びかけ                                                                             | Appel des canotiers du taï aux hôtes de Camaret                                                                               | Société centrale de sauvetage des naufragés             | 1939      | |
| 《没後出版》 | |                                                         |           | |
| ブルターニュは宇宙だ                                                                                             | Bretagne est Univers | André Broulet                                           | 1941      | 詩集、マチュラン・メウ挿絵 |
| サン＝ポル＝ルー詞華集                                                                                           | Florilège Saint-Pol-Roux | L'Amitié par le Livre                                   | 1943      | 詩集、マチュラン・メウ挿絵 |
| 新しい詩人のために                                                                                               | « À l'usage des Poètes Nouveaux »                                                                                             | Gallimard, Collection Blanche                           | 1945      | アンドレ・ロラン・ド・ルネヴィル著『言葉の宇宙 (Univers de la parole)』所収                                                      |
| 古きもの、聖体行列の仮祭壇からの詩選集                                                                           | Anciennetés suivi d’un choix des Reposoirs de la procession                                                                   | Seuil                                                   | 1946      | 詩集、ポール・エリュアール序言、アンドレ・ロラン・ド・ルネヴィル序文                                                             |
| おびただしい帽子を被った老女                                                                                     | L'Ancienne à la coiffe innombrable                                                                                            | Éditions du Fleuve                                      | 1946      | |
| 8月 | Août | Louis Broder                                            | 1958      | 詩集、ジョルジュ・ブラック挿絵                                                                                                   |
| サン＝ポル＝ルー傑作集                                                                                           | Saint-Pol-Roux | Mercure de France, Collection « Les plus belles pages » | 1966      | 詩集、アラン・ジュフロワ編 |
| 人間の宝 | Le Trésor de l'homme | Éditions Rougerie                                       | 1970      | 詩集、アンドレ・ピエール・ド・マンディアルグ序文、ジェラール・マセ著「粉々になったサン＝ポル＝ルーの作品」所収。                 |
| レポエティック                                                                                                   | La Répoétique | Éditions Rougerie                                       | 1971      | 詩集、レイモン・ダテイユ序文、ジェラール・マセ著「新世界の詩」所収。「レポエティック」は詩的言語に満ちた現実（レアリテ）」の意。 |
| 生きているシネマ                                                                                                 | Cinéma vivant | Éditions Rougerie                                       | 1972      | 詩集、ジェラール・マセ著「太陽の帝国」所収                                                                                       |
| 速度 | Vitesse | Éditions Rougerie                                       | 1973      | 断章集、ジェラール・マセ著「終わりなき定義」所収                                                                                 |
| 未来の伝統 | Les Traditions de l'avenir | Éditions Rougerie                                       | 1974      | |
| サン＝ポル＝ルー、ヴィクトル・セガレン往復書簡                                                                   | Saint-Pol-Roux - Victor Segalen, Correspondance                                                                               | Éditions Rougerie                                       | 1975      | ヴィクトル・セガレンの娘アニー・ジョリ＝セガレン序文                                                                             |
| 戦争の変容 | La Transfiguration de la guerre                                                                                               | Éditions Rougerie                                       | 1976      | 「エジソン、ウッドロウ・ウィルソン閣下、英国初代海軍大臣への手紙」所収                                                           |
| 起源 | Genèses | Éditions Rougerie                                       | 1976      | |
| 遠出 | La Randonnée | Éditions Rougerie                                       | 1977      | |
| 壮麗な芸術について                                                                                               | De l’Art Magnifique | Éditions Rougerie                                       | 1978      | 「応答」、「人間性剥奪小協定」所収                                                                                               |
| 鎌をもつ貴婦人                                                                                                   | La Dame à la faulx | Éditions Rougerie                                       | 1979      | 戯曲、上演のために執筆されたもの。イヴ・サンドル序文、「ジャック・ルーシェへの手紙」所収                                         |
| 聖体行列の仮祭壇（第1巻）道の薔薇と棘                                                                            | Les Reposoirs de la procession I : La Rose et les épines du chemin                                                            | Éditions Rougerie                                       | 1980      | 散文詩集、ジェラール・マセ序文                                                                                                   |
| 聖体行列の仮祭壇（第2巻）孔雀を通って鳩から鴉まで                                                                | Les Reposoirs de la procession II : De la colombe au corbeau par le paon                                                      | Éditions Rougerie                                       | 1980      | 散文詩集 |
| 聖体行列の仮祭壇（第3巻）内なる妖精郷                                                                            | Les Reposoirs de la procession III : Les Féeries intérieures                                                                  | Éditions Rougerie                                       | 1981      | 散文詩集、ミシェル・デコーダン後書き                                                                                             |
| 人間存在に内在する悲劇性（第1巻） - モノドラム集（演劇論、個人からなる登場人物たち、人生の時期、トリスタン人生） | Le Tragique dans l’homme I : Monodrames (dramaturgie - Les personnages de l’individu - Les saisons humaines - Tristan la Vie) | Éditions Rougerie                                       | 1983      | 戯曲集 |
| 人間存在に内在する悲劇性（第2巻） - モノドラム集（白い修道院長の黒い魂、見下げ果てた奴）                         | Le Tragique dans l’homme II : Monodrames (L’âme noire du prieur blanc - Le Fumier)                                            | Éditions Rougerie                                       | 1984      | 戯曲集、ジャック・ゴルマ後書き                                                                                                   |
| 銘板 (1885-1895) - 詩と散文                                                                                      | Tablettes (1885-1895). Vers et Prose                                                                                          | Éditions Rougerie                                       | 1986      | ジャック・ゴルマ、アリステール・ヴィット編、ジャック・ゴルマ序文                                                                 |
| イデオリアリテ (1895-1914) - 詩と散文                                                                            | Idéoréalités (1895-1914). Vers et Prose                                                                                       | Éditions Rougerie                                       | 1987      | ジャック・ゴルマ、アリステール・ヴィット編、ジャック・ゴルマ序文                                                                 |
| 賛美 (1914-1930) - 詩と散文                                                                                      | Glorifications (1914-1930). Vers et Prose                                                                                     | Éditions Rougerie                                       | 1992      | ジャック・ゴルマ、アリステール・ヴィット編、ジャック・ゴルマ序文                                                                 |
| 葡萄の収穫 | Vendanges | Éditions Rougerie                                       | 1993      | イヴ・サンドル編、ジャック・ゴルマ、アリステール・ヴィット序文                                                                   |
| オクターヴ・ミルボーへの手紙                                                                                     | Lettres à Octave Mirbeau | À l’Écart                                               | 1994      | ピエール・ミシェル編、限定版 |
| 古きもの | Anciennetés | Plein Chant                                             | 1995      | 原著のファクシミリ、100部限定 |
| 道の薔薇と棘 - 聖体行列の仮祭壇（第1巻）                                                                         | La Rose et les épines du chemin (Les Reposoirs de la procession I)                                                            | nrf, coll. “Poésie/Gallimard”                           | 1997      | 散文詩集、ジャック・ゴルマ序文                                                                                                   |
| 隠者の頭陀袋 | La besace du solitaire | Éditions Rougerie                                       | 2005      | 詩集、ジャック・ゴルマ、アリステール・ヴィット編、ルネ・ルージュリー著「悲痛な希望」所収                                         |
| 手紙 | Lettres | Éditions Fata Morgana                                   | 2008      | 詩、クリスティアン・カルデール挿絵、30部限定（画家の作品集として）                                                               |
| 大烏籠 | La volière | Éditions Fata Morgana                                   | 2008      | 詩、アン・ウォーカー挿絵、18部限定（画家の作品集として）                                                                         |
| 海の連祷 | Litanies de la mer | Éditions Rougerie                                       | 2010      | 詩集、ルネ・ルージュリー著「言葉の大聖堂のために」所収                                                                           |
| 蜥蜴の礼拝堂 | La chapelle aux lézards | Éditions Fata Morgana                                   | 2010      | 詩、ロイック・ル・グルーメレック挿絵、30部限定（画家の作品集として）                                                             |
| サバルカザンまたは魔法使いの懲罰                                                                                 | Sabalkazin ou la punition du sorcier                                                                                          | Bulletin des Amis de Saint-Pol-Roux                     | 2015      | 3幕5場の喜歌劇 |

## 参考資料
- 内田洋「SAINT-POL-ROUXのidéoréalismeについて」『フランス語フランス文学研究』第13巻、日本フランス語フランス文学会、1968年、18-23頁、ISSN 0425-4929。
- 内田洋「サン・ポル・ルーの詩的思考 (I)」『金沢大学教養部論集. 人文科学篇』第6巻、金沢大学教養部、1969年2月10日、233-256頁、ISSN 0285-8142。
- 内田洋「サン・ポル・ルーの詩的思考 (II)」『金沢大学教養部論集. 人文科学篇』第8巻、金沢大学教養部、1971年2月20日、91-104頁、ISSN 0285-8142。
- 内田洋「物の現存性をめぐって: サン・ポル・ルーからフランシス・ポンジュへ」『金沢大学教養部論集. 人文科学篇』第9巻、金沢大学教養部、1972年2月、53-73頁、ISSN 0285-8142、NAID 120005473199。
- 中筋朋「サン＝ポル＝ルーと19世紀末フランス演劇 ― ダニエル・ハーコランド作『個人からなる登場人物たち』を巡って」『フランス語フランス文学研究』第109巻、日本フランス語フランス文学会、2016年8月、107-121頁。
- André Rolland de Renéville, Univers de la parole, Gallimard, Collection Blanche, 1945.
- Louis Aragon, Saint-Pol-Roux ou l'espoir, Brest, Seghers, 1945.
- Théophile Briant, Saint-Pol-Roux, Éditions Seghers, 1952, (再版) 1989.
- Jules Huret, Enquête sur l’évolution littéraire, Bibliothèque-Charpentier, 1891.
- Que m'arrive-t-il ?. Philippe Corno et Emmanuel Boisset (dir.), Presses universitaires de Rennes, 2006.
  - Mikaël Lugan, La mort de Saint-Pol-Roux. Réinscription historique, réinvestissement poétique dans « Saint-Pol Roux ou l’espoir » d’Aragon & Fata Morgana de Breton (上記所収)
- Saint-Pol-Roux. Passeur entre deux mondes. Marie-Josette Le Han (dir.), Presses universitaires de Rennes, 2011.
  - Georges Reynaud, Les années de formation de Saint-Pol-Roux (1861-1882). Expériences vécues et magnifiées (上記所収)
  - Patrick Besnier, L’univers sonore de Saint-Pol-Roux (上記所収)
  - Mikaël Lugan, Le Magnifique et les surréalistes : un malentendu poétique ? (上記所収)
- Obscur symbole de Lumière. Le Mystère dans la poésie de Saint-Pol-Roux, Odile Hamot (dir.), Honoré Champion, 2013.
- Saint-Pol-Roux. Biographie. Société des amis de Saint-Pol-Roux - I. - 1861-1885 / II. - 1886-1893 / III. - 1894-1899 / IV. - 1900-1905 / V. - 1906-1910 / VI. - 1911-1914 / VII. - 1915-1920.